# Malleastrum
Malleastrum là chi thực vật thuộc họ Xoan. Chi chứa các loài sau (danh sách có thể không đầy đủ):
- Malleastrum leroyi, Fosberg